# كتيلة صقلية
كتيلة صقلية (الاسم العلمي:Chiliadenus lopadusanus) هي نوع من النباتات تتبع جنس الكتيلة من الفصيلة النجمية.